# 文昭 (清朝)
文昭（1679年—1732年），字子晋，号茶翁、紫幢，别号芗婴居士、紫幢轩主人，自署北紫山人、桧栖居士，清朝初年诗人、画家。
他出身宗室，是努尔哈赤第七子饶余亲王阿巴泰玄孙，镇国公百绶的儿子。康熙三十八年（1699年）进举人，以疾辞官读书，从王士禛游学。雍正二年（1724年）宗人府列荐。他博学工诗，才名颇盛，兼通绘画。其诗取百家之精华，花卉写生得法于陈淳。著有《紫幢轩诗集》，辑有《广唐贤三昧集》十卷、《宸萼集》三卷、《南宋二家小诗》二卷，及《古诗管》《唐诗管》《五朝诗管》等。 